# Аварийная почта

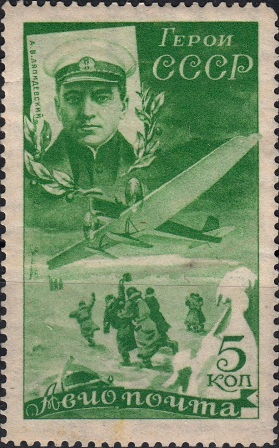
Аварийная авиапочта действовала после катастрофы парохода «Челюскин». Авиапочтовая марка СССР (1935) с портретом участника спасения лётчика Ляпидевского

Аварийная почта — специальный вид почтовой связи, устанавливаемой в некоторых случаях с районами, терпящими стихийное бедствие, или с экспедициями и кораблями, попавшими в катастрофу.

## Описание
Аварийная почта может организовываться властями в случае стихийных бедствий, катастроф и аварий. Она предназначена для поддержания связи с районами бедствий (например, при потере сообщения с населёнными пунктами в результате схода снежных лавин), а также с экспедициями и кораблями, потерпевшими катастрофу. При этом почтовая корреспонденция доставляется по специальным правилам и может также содержать особые пометки. Почта при этом порой сбрасывается с самолётов на парашютах, в мешках или в специальных контейнерах.

## История

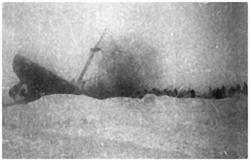
Гибель «Челюскина»

Имеется несколько исторических примеров аварийной почты. Так, в 1934 году советский пароход «Челюскин» был затёрт и затем раздавлен льдами в Чукотском море. Для установления связи с экипажем и пассажирами гибнущего судна была организована аварийная почта, которая осуществлялась с помощью авиации. Высадившиеся на льдину участники экспедиции были эвакуированы на Большую землю самолётами.
В 1951 году в Швейцарии ряд населённых пунктов в долине Валь-Мюштайр (нем. Münstertal) оказались отрезанными от внешнего мира из-за снежных обвалов почти на четыре недели, и для связи с ними почтовая администрация этой страны также наладила аварийную авиапочту. Всего над Санта-Марией-Валь-Мюстаир сбросили 385 мешков с почтой.